# Öttevényi-csatorna
Az Öttevényi-csatorna a Mosoni-Duna 16,6 kilométer hosszú jobb oldali mellékvize a Mosoni-síkon, Győr-Moson-Sopron vármegyében. Öttevény északi határában ered, innen keleti irányban halad a Duna egykori holtágmaradványában, majd Abda északi határában éri el a Mosoni-Dunát.

## Part menti települések
- Öttevény
- Abda